# Хладни, Мартин
Мартин Хладни (25 октября 1669, Кремница — 12 сентября 1725, Виттенберг) — германский лютеранский богослов и духовный писатель, преподаватель. Сын богослова Георга Хладни, отец богослова и историка Иоганна Мартина Хладни.

## Биография
Поскольку его отец был лютеранином, семье 19 октября 1673 года пришлось из-за гонений покинуть Венгрию и отправиться сначала в Бреслау, а затем, 18 ноября, — в Гёрлиц, где Георг стал пастором. С 1675 года Мартин учился в гимназии в Кремнице, в 1681 году перешёл в Сорау, где начал изучать древнегреческий, латынь и иврит; среднее образование завершил в гимназиях Гриммы и Мейсена, а затем его отец смог найти богатых покровителей, благодаря которым Мартин 16 июня 1688 года смог поступить в Виттенбергский университет. Уже через год он был удостоен за успехи в учёбе княжеской стипендии, а 28 апреля 1691 года получил степень магистра философии, после чего стал преподавателем в частной школе Каспара Лешера, при этом продолжил посещать лекции в университете и в 1694 году стал домашним учителем в семье дрезденского тайного советника. 
В 1695 году был рукоположён в пасторы, получил приход в Убигау, в 1703 году был переведён в Лаузик и в том же году — старшим пастором и суперинтендантом в Йессен, а в 1704 году — супеинтендатом в Виттенберг. 28 февраля 1710 года стал ординарным профессором богословия Виттенбергского университета, приняв четвёртую профессуру; в 1712 году принял третью профессуру, в 1719 году — вторую профессуру, став тогда же старшим пастором виттенбергской замковой церкви и советником местной консистории. Неоднократно занимал должность декана богословского факультета, а с осени 1720 до пасхи 1721 года был ректором университета. Скончался от лихорадки, которой заболел 23 августа 1725 года. Был похоронен 30 сентября того же года в замковой церкви Виттенберга.
Как богослов выступал за чистоту лютеранства, но при этом допускал возможность союза с евангелистами. Написал огромное количество сочинений по богословию, в том числе несколько получивших высокую оценку учебников.